# 알쿠와이르
알쿠와이르(아랍어: الخوير)는 카타르 북서쪽의 버려진 마을로, 아시샤말에 위치해 있다. 역사적인 배경과 마을 폐허로 인해, 알쿠와이르는 카타르 국내에서 유명한 관광지이다.

## 지리

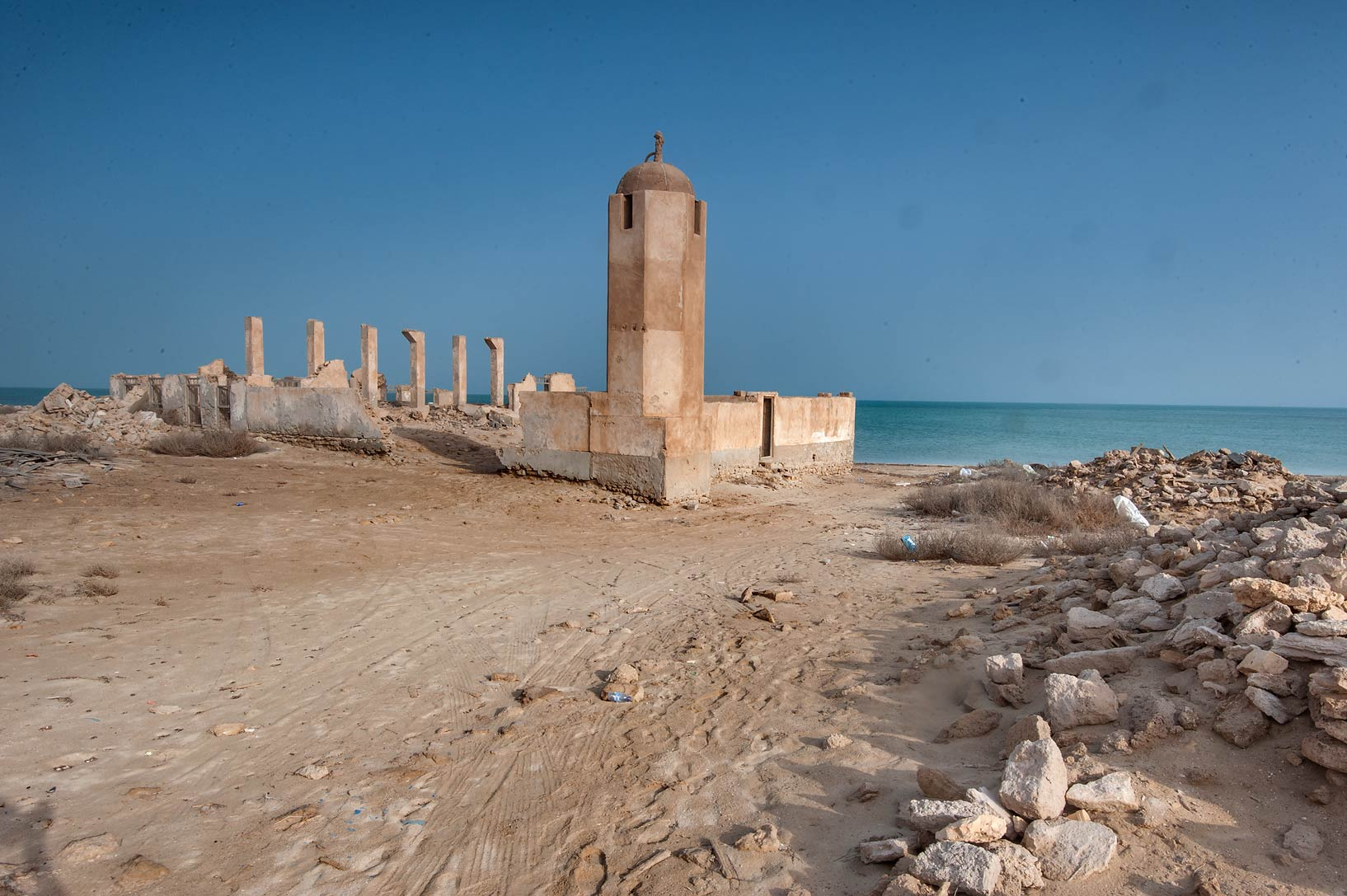
알쿠와이르의 무너진 모스크.

알쿠와이르 바로 북쪽에 섬이 하나 있는데, 이 섬의 이름은 알쿠와이르섬이다.

## 교육
정착지 최초의 정규식 학교는 1957년 개교하였다.

## 사진

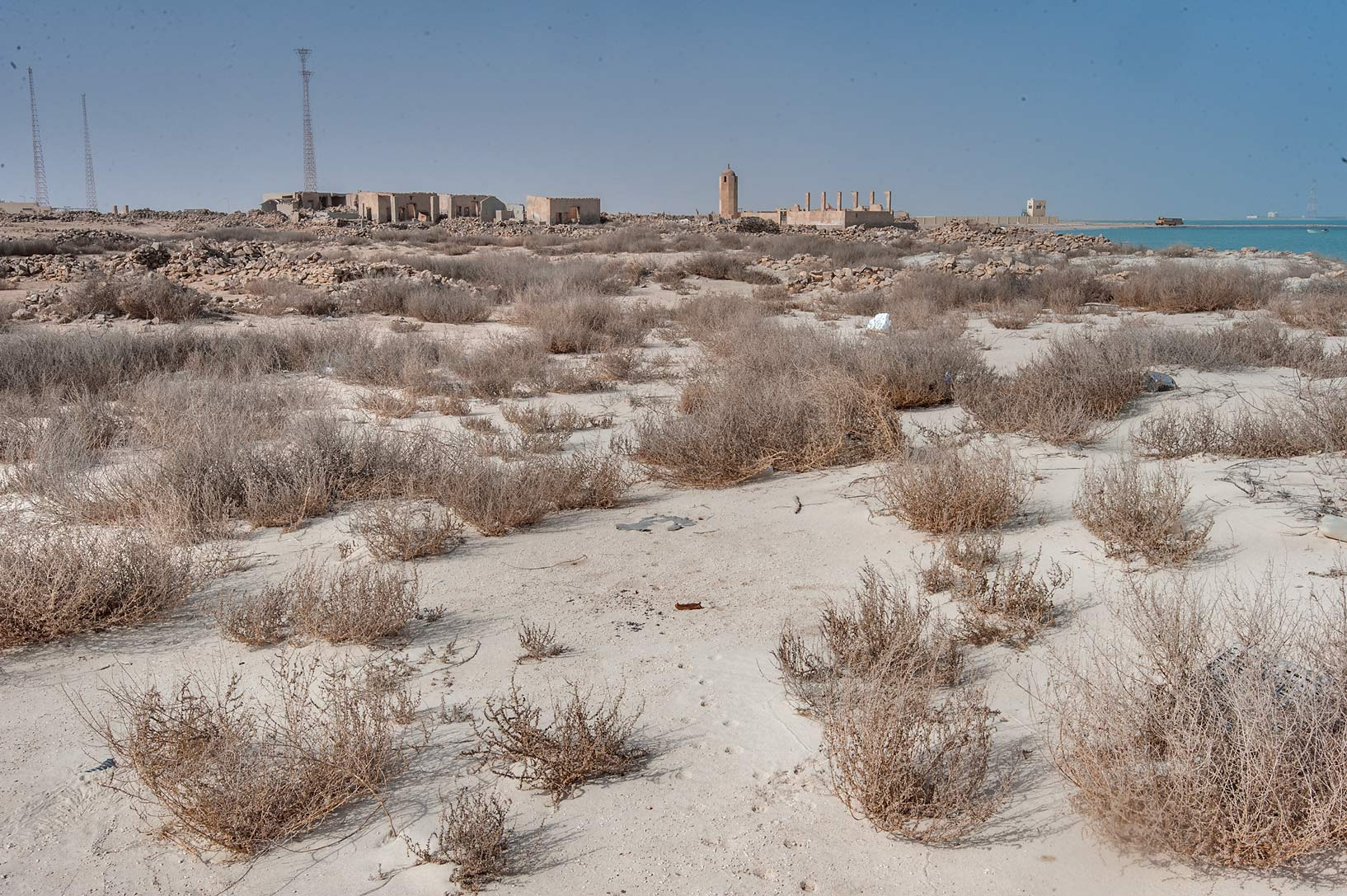
멀리서 바라본 알쿠와이르.
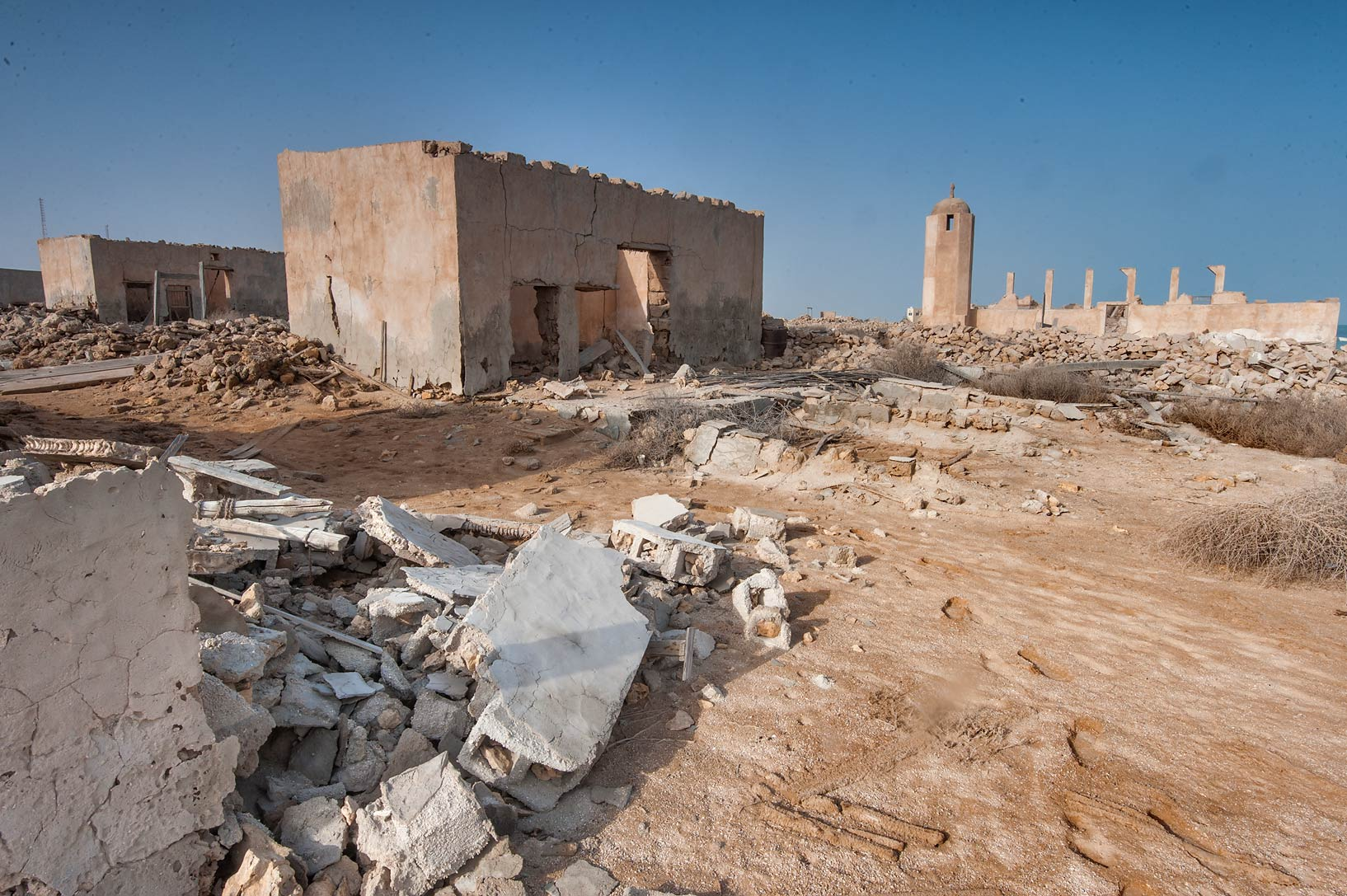
알쿠와이르의 폐허.
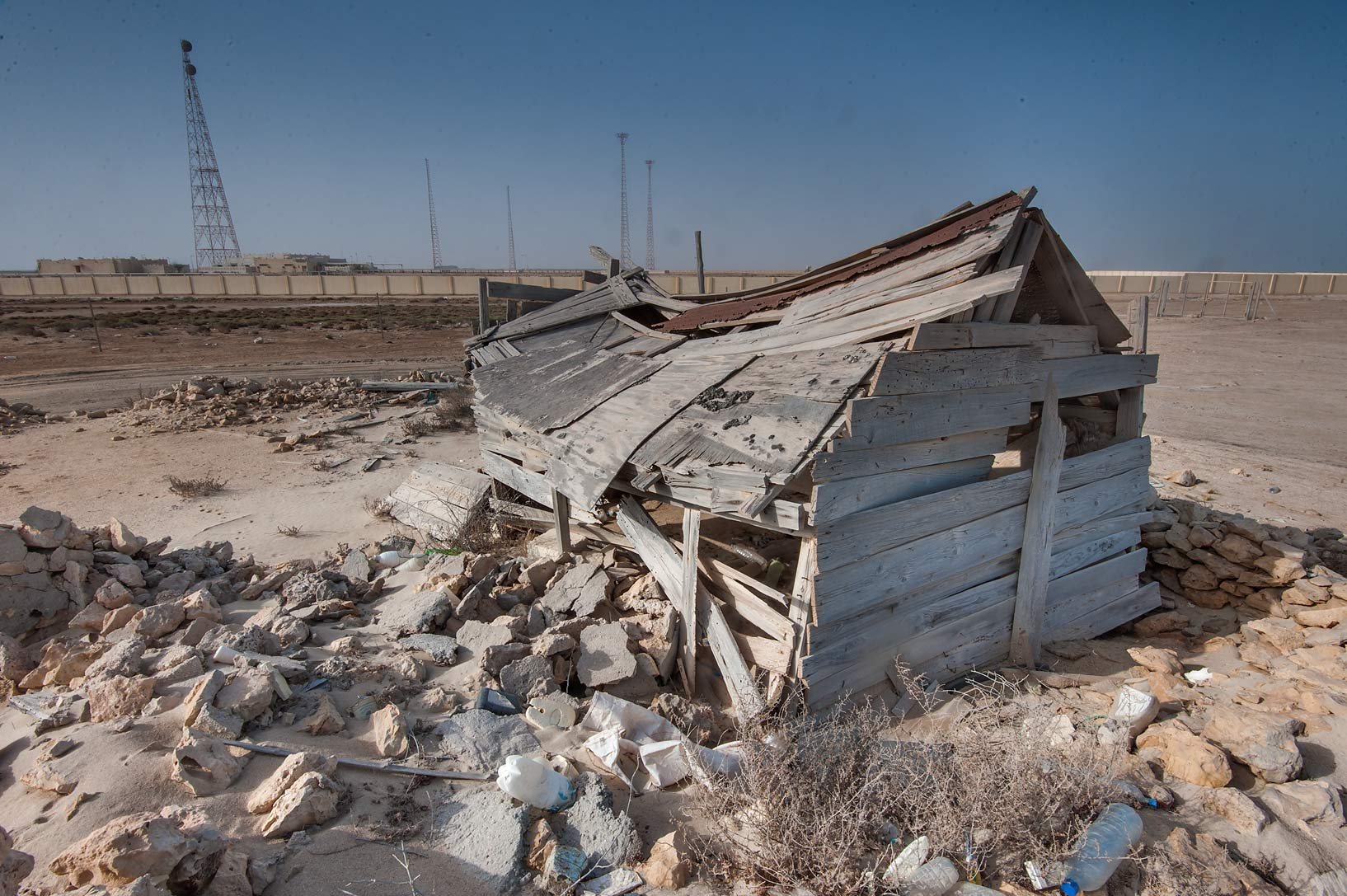
알쿠와이르의 부스러진 목재 건물.